# Теодоси, Кочо
Кочо Ламби Теодоси (алб. Koço Llambi Theodhosi; 21 мая 1913, Корча, Независимая Албания — 31 мая 1977, Тирана, НСРА) — албанский коммунистический политик и государственный деятель, член Политбюро ЦК АПТ, председатель Госплана, вице-премьер и министр промышленности НРА. Арестован по обвинению в заговоре против Энвера Ходжи, приговорён к смертной казни и расстрелян.

## Коммунистический активист
Родился в семье владельца кожевенного завода. Происходил из албанских православных. Окончил французский лицей в Корче. В 1934 выехал на учёбу за границу. Учился в Бельгии и Франции, изучал технологии кожевенного производства в Льежском университете и промышленную химию в Лионском университете. Проникся коммунистическими взглядами, сблизился с активистами ФКП, познакомился с Энвером Ходжей.
В 1936 Кочо Теодоси вступил в интербригаду и участвовал в испанской гражданской войне на стороне республиканцев. В 1939, после итальянского вторжения в Албанию, Теодоси был одним из организаторов митинга албанских антифашистов в Гренобле — были направлены телеграммы премьер-министру Франции Эдуару Даладье и премьер-министру Великобритании Невиллу Чемберлену.
Кочо Теодоси вернулся на родину и примкнул к Движению Сопротивления. В 1941 участвовал в создании Коммунистической партии Албании (КПА; с 1948 — Албанская партия труда, АПТ).

## Куратор промышленной политики
После прихода КПА к власти занимал различные государственные посты в НРА. Специализировался на хозяйственном управлении. С 1944 по 1947 был чрезвычайным уполномоченным по нефтяной промышленности в Кучове. В 1947—1949 — заместитель министра общественных работ, в 1949—1954 — заместитель председателя Госплана. Состоял в албанской делегации на переговорах в Москве о советской экономической помощи, представлял НРА в СЭВ.
В 1954—1955 Кочо Теодоси — заместитель министра промышленности, с 1955 — вице-премьер в правительстве Мехмета Шеху. В 1959—1966 — председатель Госплана НРА, с 1962 по 1966 — вновь вице-премьер. В 1965 вновь возглавил министерство промышленности (с 1974 — министерство промышленности и горнодобычи). Полностью поддерживал первого секретаря ЦК АПТ Энвера Ходжу и его сталинистский курс. Играл видную роль в политике индустриализации, развитии албанской промышленности, особенно нефтехимической. При этом Теодоси считал необходимой экономическую помощь извне: вначале от Советского Союза, после разрыва Ходжи с СССР от Китая.
На VI съезде АПТ в 1971 Кочи Теодоси кооптирован в Политбюро — высший орган партийно-государственной власти. Курировал в партийном руководстве промышленную политику. На протяжении четверти века, в 1950—1975, был депутатом Народного собрания. Увлекался живописью, привозил из зарубежных поездок каталоги произведений искусства.

## Отставка и арест
Середина 1970-х была отмечена в Албании новой волной репрессий. Ходжаистская партийная верхушка устраняла потенциальных соперников в военном командовании, государственном и хозяйственном аппарате.
В конце 1974 был раскрыт «военный заговор», арестованы и вскоре казнены министр обороны Бекир Балуку, генералы Петрит Думе и Хито Чако, приговорён к двадцатипятилетнему заключению генерал Рахман Парлаку. Тогда же арестовали за «либеральный уклон» директора Radio Televizioni Shqiptar Тоди Лубонью, затем министра культуры Фадиля Пачрами — оба приговорены к длительному тюремному заключению. В мае 1975 партийное руководство выступило с официальным осуждением «ревизионизма в экономике». После чистки в армии и идеологических структурах был дан сигнал к репрессиям против хозяйственных кадров.
Вначале Ходжа и Шеху предъявили Теодоси претензии за «ошибки при строительстве ГЭС Фиерзы и металлургического комбината под Эльбасаном». Он был снят с правительственного поста, выведен из партийных органов, исключён из АПТ. Обвинения в бесхозяйственности быстро переросли в политические.
Министр промышленности Кочо Теодоси и министр экономики Абдюль Келези обвинялись в «капиталистических методах», подрыве централизованного управления промышленностью, «вредительском» использовании инвестиций, сговоре с группой Балуку, тайных связях с КНР, СССР и СФРЮ (одновременно). Министр внутренних дел Кадри Хазбиу представил руководству раскрытие «военно-экономического заговора». В сентябре 1975 Кочо Теодоси был арестован Сигурими. Сам Энвер Ходжа называл Келези и Теодоси «сообщниками Балуку, врагами социализма, проюгославскими ревизионистами».

## Приговор и казнь
Главным подсудимым на процессе «экономических диверсантов» был Келези, вторым — Теодоси, третьим — Кичо Нгела. Все они дали признательные показания друг на друга и на самих себя. В частности, Теодоси признал вину в саботаже указаний высшего руководства и управленческих диверсиях — например, в создании избыточного штата технических специалистов.
Суд приговорил Келези и Теодоси к смертной казни. Президиум Народного собрания отклонил просьбы о помиловании. 31 мая 1977 они были расстреляны. Приказ подписал Хазбиу, расстрелянный пять лет спустя.
Жёстким репрессиям подверглись родственники репрессированных. Так, Арбен Теодоси, сын Кочо Теодоси, четырнадцать лет провёл в ссылке и принудительном труде на медных рудниках. Ныне Теодоси-младший — известный албанский художник.